# امامزاده سید بهاءالدین محمد
امامزاده سید بهاء الدین محمد، در شهرستان بن و استان چهارمحال و بختیاری و مجاورت روستای شیخ شبان واقع شده و این اثر در تاریخ ۲۵ آبان ۱۳۸۷ با شمارهٔ ثبت ۲۳۸۲۴ به عنوان یکی از آثار ملی ایران به ثبت رسیده‌است.

## مدفونین
- آیت‌الله سید عطاءالله احمدی، از علما و فقهای شاخص چهارمحال و بختیاری